# 马四娃
马四娃（?—1784年）清朝穆斯林起义领导人之一，回族。原籍青海省大通。马明心弟子。甘肃省通渭县马营哲合忍耶学派阿訇，人称大通阿訇。

## 起义背景
乾隆四十六年(1781年)，苏四十三反清起义失败，没有参加起义的马明心被清廷处决。清廷又剿杀回民群众，在各地设立乡约制度。地方官按照朝廷“即从严多办,亦不为过”的旨意，继续“立法严办”，大量诛连无辜，搜杀发遣八百余人。各州县“查治新教余党，吏胃肆骚”，致使回民处在极端恐怖之中。河州官吏出示：“不许回民从习新教，脱鞋念经，令各出具甘结”。马来迟之孙马五一本来奉行其祖父所传老教，不愿出具甘结，官吏在其家中搜出《明沙经》一部，便将马五一发遣琼南百色烟瘴地方，后在长沙途中被杀害。清政府的行为激起当地穆斯林强烈不满。

## 起义过程
田五以“为马明心报仇”、反对“剿洗回民”、“洗灭新教”作口号起义，马四娃同张文庆于五月初五日在通渭率众响应，推张文庆为首，马四娃为副，李可魁、马胡子为先锋继续同清军作战，义军及眷属集中于石峰堡、优羌鹿鹿山、静宁底店、隆德蟠龙山等处。结果田五中枪阵亡。马四娃统率所剩百余人败走官山，即又招集安定回众，势力大振。
五月九日，马四娃部和通渭回众会师，多次击败陕甘总督李侍尧、固原提督刚塔所部清军，劫马营监，攻克通渭城，县典史温模自缢，知县王慺仓皇逃匿。义军烧毁县衙、城隍庙、民铺十余处，抢劫银库，打开监狱放走囚犯。西安副都统明善，率兵一千二百人由静宁来攻，长驱深入，十二日在高庙山与义军遭遇，被全部歼灭，明善被擒，绑在堡内高杆上，悬挂三日，乱箭穿身。起义发展到甘肃中部10余州县。清廷急派尚书福康安、大学士阿桂、海兰察等先后率京兵来甘。
当时伏羌县城内回民马称冀兄弟数人从约为内应。马称冀之甥马映龙于五月十四日偕同白中炜、马宏元商讨里应外合起义之事。伏羌县知县杨芳灿见城内无兵，遂率回汉民夫守城，并因马映龙等守城有功，大为奖赏，士民大振。五月十八日，知县将城内马称冀等到四人以“图谋不轨”“擒捕格杀”，其余同伙先后被捕。当天晚上，义军入境，县乡各村庄回民响应，占据天门山，进攻县城。知县组织乡勇千余人，姚谢庄武生姚以宁等率众百余人奋力抵抗。义军连续攻城四昼夜，城上矢石如雨，百余人阵亡。二十二日，李制府率兵到县，义军屡战屡败。二十四日，因伏羌久攻不下，义军败走秦安，由底店再聚石峰堡。时陕西总兵领兵追杀，甘肃提督刚塔率军聚合镇压，将石峰堡从四面包围，绝其水粮，七月四日夜马四娃和张文庆、杨慎四等组织起义军突围，遭到巨大牺牲。次日黎明马四娃被俘，惨遭清军凌迟杀害。眷属全部诛戮。